# Earle Labor
Earle Gene Labor (geboren am 3. März 1928 in Tuskahoma, Oklahoma; gestorben am 15. September 2022) war ein amerikanischer Literaturwissenschaftler, der vor allem mit Arbeiten zu Jack London hervorgetreten ist.

## Leben
Labor graduierte an der Southern Methodist University (SMU) 1949 als Bachelor, 1952 als Master und wurde 1961 an der University of Wisconsin zum Ph.D. promoviert. Ab 1955 lehrte er am Centenary College of Louisiana in Shreveport, unterbrochen nur von 1962 bis 1966, als er als Professor für Englische Literatur am Adrian College im Bundesstaat Michigan tätig war. Zu Labors Veröffentlichungen zählen Essays zu Schriftstellern wie Henry James, Stephen Crane, Ernest Hemingway und William Faulkner, sein besonderes Interesse galt aber über Jahrzehnte hin Jack London: 1991 gründete er an seinem College ein Forschungszentrum (Jack London Research Center) mit angeschlossenem Museum, das er langzeitig kuratierte. 2013 veröffentlichte er eine viel beachtete Biographie Londons im Verlag Farrar, Straus and Giroux.
Labor betätigte sich zudem von 1947 bis 1959 als Gewichtheber. So trainierte er mit der Mannschaft der SMU, die 1948 einen Titel bei den Dallas Open Championships errang. Ehe er 1952 in die US-Marine eintrat, hielt er den Leicht-Schwergewichts-Titel in der texanischen Amateur Athletic Union.

## Schriften
- (Hrsg. mit Wilford L. Guerin u. a.): A Handbook of Critical Approaches to Literature. Harper, New York 1966.
- (Hrsg. mit Wilford L. Guerin u. a.): Mandala: Literature for Critical Analysis. Harper, New York 1970.
- (Hrsg.): The Future of College English. College English Association, 1972.
- Jack London. Twayne, Boston 1974.
- (Hrsg. mit Robert C. Leitz III. und I. Milo Shepard): The Letters of Jack London. 3 Bände. Stanford University Press, Stanford, CA 1988.
- (Hrsg.): Jack London: The Call of the Wild, White Fang, and Other Short Stories. Oxford University Press, Oxford und New York 1990.
- (Hrsg. mit Robert C. Leitz III. und I. Milo Shepard): Short Stories of Jack London: Authorized One-Volume Edition. Macmillan, New York 1990.
- (Hrsg. mit Robert C. Leitz III. und I. Milo Shepard): The Complete Short Stories of Jack London. Stanford University Press, Stanford CA 1993.
- (Hrsg.): The Portable Jack London. Penguin, New York 1994.
- Jack London: An American Life. Farrar Straus Giroux, New York 2013, ISBN 978-0-374-17848-2.